# Temurkhuja Abdukholikov
Temurkhuja Abdukholikov, né le 25 septembre 1991 à Tashkent, est un footballeur Ouzbek évoluant actuellement au poste d'attaquant au FK Bunyodkor.

## Palmarès
Pakhtakor Tachkent
- Champion d'Ouzbékistan en 2012.
- Vainqueur de la Coupe d'Ouzbékistan en 2011.